# نظریه و تاریخ
نظریه و تاریخ: تفسیری از فرگشت اجتماعی و اقتصادی (به انگلیسی: Theory and History: An Interpretation of the Social and Economic Evolution) کتابی‌است به زبان انگلیسی از اقتصاددان اتریشی لودویگ فن میزس. در این کتاب که آن را شاهکار چهارم میزس خوانده‌اند، نویسنده در مقدمه رویکرد خود را به علوم انسانی یعنی ثنویت روش‌شناختی تبیین می‌کند. سپس در بخش نخست کتاب از ارزش‌ها که از نظر میزس ورای چون‌وچرا در علوم انسانی‌اند سخن می‌راند. در بخش دوم نقدهایی کوبنده بر جبرگرایی تاریخی و مادیگری خصوصاً صیغهٔ مارکسیستی آن و سایر نحله‌هایی  که به نحوی با فلسفهٔ تاریخ به معنی تبیین غایت و سیر جبری تاریخ در ارتباط‌اند، وارد می‌سازد. در بخش سوم به مسائل معرفت‌شناختی تاریخ می‌پردازد و سرانجام در واپسین بخش شیوهٔ مختار خود در توصیف و تفسیر تاریخ را تشریح می‌کند.